# Hermann Meinhard Poppen (Musiker)
Hermann Meinhard Poppen (* 1. Januar 1885 in Heidelberg; † 10. April 1956 in Heidelberg) war ein deutscher Kirchenmusiker, Dirigent und Musikwissenschaftler.

## Leben
Poppen studierte in Heidelberg, wo er Mitglied der Verbindung Rupertia sowie der Akademisch-Theologischen Verbindung Wartburg wurde. Sein Lehrer Philipp Wolfrum verschaffte ihm 1912 einen siebenmonatigen Studienurlaub bei Max Reger in Meiningen. Poppen war zunächst Universitätsmusikdirektor an der Friedrich-Schiller-Universität Jena (1914–1918) und an der Ruprecht-Karls-Universität Heidelberg. Da die Kirchenmusikausbildung wohl nicht im Sinne der Kirchenleitung verlief, wurde 1931 das Evangelische Kirchenmusikalische Institut Heidelberg (heute Hochschule für Kirchenmusik Heidelberg) gegründet, dessen erster Leiter Poppen wurde.
Von 1919 bis zu seinem Tod 1956 leitete er den Bachchor Heidelberg.
Klaus Martin Ziegler war einer seiner Schüler. Einer seiner Enkel ist der Violinist und Dirigent Christoph Poppen.

## Schriften
- Max Reger. Leben und Werk. 1918. Neuauflage: Breitkopf & Härteln Wiesbaden 1947.
- Das erste Kurpfälzer Gesangbuch und seine Singweisen (= Veröffentlichungen des Vereins für Kirchengeschichte in der Evangelischen Landeskirche Badens. Band 12). Schauenburg, Lahr in Baden 1938.
- Anton Bruckner. Ein Vortrag gehalten anlässlich der Bruckner Gedenkstunde der Stadt Heidelberg am 15. November 1946 (= Heidelberger Vorträge. 2). Kerle, Heidelberg 1947.
- mit Hermann Grabner: Orgel Choralbuch zum Evangelischen Kirchengesangbuch der Vereinigten Evangelisch-protestantischen Landeskirche Badens. Carl Merseburger/Evangelischer Presseverband für Baden 1952, 1955, 1968.